# Euploea garcila
Euploea garcila är en fjärilsart som beskrevs av Hans Fruhstorfer 1910. Euploea garcila ingår i släktet Euploea och familjen praktfjärilar. Inga underarter finns listade i Catalogue of Life.